# Johann Theodor Wegener
Johann Theodor Wegener (6. marts 1752 i Trittau – 8. marts 1819 i Fredericia) var en dansk officer.
Hans forældre var sekretær, senere generalmajor Wilhelm Theodor Wegener og hustru. Wegener blev 1763 virkelig kadet, 1771 sekondløjtnant i infanteriet, året efter personlig generaladjudantløjtnant hos prins Carl af Hessen og fulgte denne til Norge 1772. Her arbejdede han under general Heinrich Wilhelm von Huth ved landets opmåling, til han 1777 blev premierløjtnant i Rendsborg, hvor han deltog i anlæggelsen af Den slesvig-holstenske Kanal 1778-84, blev 1783 karakteriseret kaptajn, 1785 stabskaptajn i jægerne, 1788 virkelig kaptajn, 1798 major. 1794-1802 ledede han kanaliseringen af Odense Å, fik dernæst befaling til at undersøge betingelserne for et havneanlæg ved Fladstrand og fik 1804 overdraget at undersøge muligheden for kanal fra Elben til Ejderen, blev samme år bataljonskommandør, året efter oberstløjtnant.
Dermed var det imidlertid forbi med ingeniørvirksomheden. Fra 1805 deltog Wegener i sydgrænsens bevogtning, 1807 blev han i september sendt til Lolland for at hindre englænderne i at gå over til denne ø. I det følgende år blev han oberst og generalkvartermester og deltog i forarbejderne til den i 1809 påtænkte overgang til Skåne. Efter freden i Jönköping trådte Wegener ud af Generalstaben, blev generalmajor, chef for fynske infanteriregiment og kommandant i Fredericia, fik 1811 Kommandørkorset og overtog 1812 kommandoen over 1. brigade af den i Holsten samlede «bevægelige armédivision». Da dennes chef, generalløjtnant Johann Ewald, i foråret 1813 blev dødssyg, afløste Wegener ham, men var ikke den vanskelige situation voksen. Russerne havde i marts besat Hamborg, som de franske havde rømmet, Wegener indlod sig med kongens bemyndigelse i et intimt forhold til dem, men da Frederik VI i maj skiftede politik og på ny sluttede sig til Frankrig, var Wegener ikke smidig nok til hurtig at udføre den befalede frontforandring; han trodsede endog kongens befaling, rigtignok uden at have en klar forståelse deraf, og støttede Frankrigs fjender. Han blev selvfølgelig afsat og straffet med fæstningsarrest, men blev meget snart igen taget til nåde. Da fjenden i december trængte ind i Hertugdømmerne, kommanderede Wegener tropperne i Jylland og forsøgte på kongens befaling at oprette et jysk «Kosakkorps». Frederik VI opgav imidlertid halvøens forsvar, og Wegener gik til Fyn, hvor han fik kommandoen over 3. division. Efter freden i Kiel vendte Wegener tilbage til Fredericia, hvor han henlevede sine sidste år som kommandant. Han blev Dannebrogsmand 1815, fik Storkorset 1817 og døde 8. marts 1819. Han er begravet i Fredericia.
Gift 1788 (efter 1. april) med Amalia Dorothea Charlotta Bluhme (4. maj 1765 i Helsingør – 27. november 1827 i København, gift 1. gang 1780 med skibskirurg, senere dr. med. i Helsingør Eiler Salholt, 1750-1784), datter af kæmmerer ved Øresunds Told, justitsråd Christian Albrecht Bluhme (død 1771) og Maria Elisabeth Brügmann (født 1736).